# Nöstach

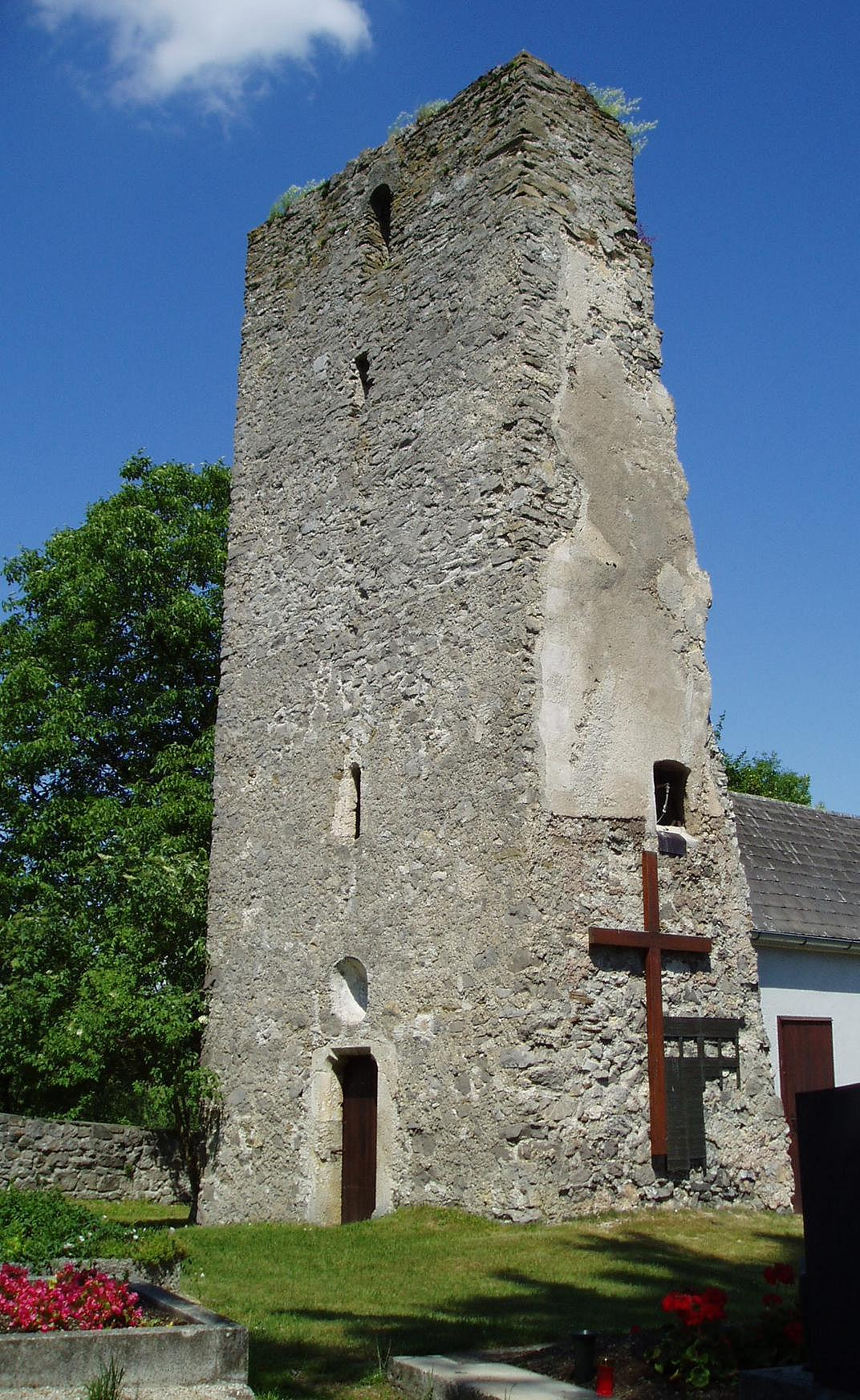
Die Kirchenruine St. Martin in Nöstach

Nöstach ist eine Ortschaft in der Gemeinde Altenmarkt an der Triesting und liegt an der Straße von Altenmarkt nach Alland. Zur gleichnamigen Katastralgemeinde gehört außerdem noch die Ortschaft Hafnerberg.

## Lage
Das Dorf Nöstach besteht aus einigen Bauernhöfen und einem Mostheurigen an der Straßenkreuzung zwischen Altenmarkt, Alland, Neuhaus und liegt am Bach Nösta (oder in der uralten slawischen Bezeichnung- Nezta) in einer Senke zwischen Schwechattal und Triestingtal.
Das Dorf Hafnerberg besteht aus zwei Gaststätten, einem Werkzeughandel, der Freiwilligen Feuerwehr, einer Handvoll Häusern und vor allem der Wallfahrtskirche. Es liegt am Bergsattel (Höhe 478 m) zwischen Nöstach und Altenmarkt, an der alten Pilgerstraße Via Sacra von Wien nach Mariazell. Am Dorfplatz steht eine 500 Jahre alte Linde.

## Geschichte
Im Jahre 1136 stifteten zwei Edle aus Nöstach, die Brüder Heinrich und Rapoto aus dem Geschlecht der Haderiche, unterstützt von Markgraf Leopold III., das Benediktinerkloster Cella Sancte Marie – das spätere Klein-Mariazell. Diesem schenkten sie neben ausgedehnten Besitzungen im Norden Niederösterreichs auch ihre urbs propria (lat. „eigene Stadt“, „Großstadt“) – Schwarzenburg, die ihnen von ihren Eltern überkommen war. Der Begriff der urbs wurde in der Geschichtsschreibung in der Folge oft falsch ausgelegt und es entstand die Sage, Nöstach sei einst eine Stadt, wie Rom auf sieben Hügeln erbaut, gewesen. Doch handelte es sich hier nicht um eine solche, sondern vielmehr um die Burg der beiden Brüder, der auch einige Leibeigene zugehörten. Vermutlich befand sich diese dort, wo sich heute die Wehrkirchenruine St. Pankraz befindet; neuere Grabungen weisen darauf hin. Ein Haderich von Schwarzenburg aus dem erstmals 1048 erwähnten oberpfälzischen Edelfreiengeschlecht, das seit 1055 mit dem Ort Hadres auch in Niederösterreich begütert war, war der erste Ehemann der Markgräfin Ida von Österreich († 1101). 
Im Zuge der josephinischen Reformen um 1785 wurden die dortigen Kirchen St. Pankraz und St. Martin für überflüssig befunden, aufgelassen und ihr Mauerwerk zum Abbruch freigegeben.
Eine Mariensäule, gestiftet vom Müllermeister Pankraz Reichart aus Fischamend, war der erste sakrale Bau. An ihrem Standort wurde 1716 bis 1726 vom Wiener Händler Michael und Clara Fürst eine kleine Kapelle erbaut. Bald konnte sie die vielen Votivgaben der Pilger nicht mehr fassen. Die Wallfahrtskirche Hafnerberg wurde durch Beschluss des Konvents des Stiftes Klein-Mariazell, der mehr oder weniger freiwilligen Arbeit der Dorfbevölkerung, und dem Geld vieler Spender, besonders der Familie Adam Petras-Petrasin (k. k. Wiener Hof-Sattlermeister) 1729 bis 1745 erbaut. Der Sohn des Spenders, Pater Laurentius Petras, war Bauleiter und wurde erster Kirchenverweser. Vater und Sohn starben kurz nach der Fertigstellung des Baues und sind in der Gruft vor dem Hochaltar beigesetzt. Ihre Bildnisse sind im Gang des Pfarrhofes ausgestellt.
Die prächtige barocke Ausstattung wurde 1771 vollendet und Kaiser Joseph II. setzte 1783 die neue Wallfahrtskirche als Pfarrkirche ein.
Der alte Weg, über den man vom Hafnerberg ins Triestingtal gelangen konnte, entsprach Ende des 18. Jahrhunderts nicht mehr dem verstärkten Verkehrsaufkommen. Im Jahre 1802 wurde vom k.k. Waldamtsbaumeister Philipp Schlucker die heute noch benützte Straße in den Berg gebaut, die, wie das dortige Gasthaus, wegen seiner Serpentinen der Kleine Semmering genannt wird. (Nicht zu verwechseln mit dem gleichnamigen Bergsattel Kleiner Semmering zwischen Breitenfurt und Wolfsgraben.)
Die magischen bzw. mystischen Plätze am Hafnerberg, wie konzentrische Steinkreise mit „starker positiver Strahlen-Kreuzung“, Lochsteine, der Vierbrüderbaum aus vier verschiedenen Holzarten, Visurhügel mithilfe derer man in prähistorischer Zeit angeblich den Peilstein beobachtet haben soll und Durchkriechsteine, interessieren heutzutage die Geomanten, Radiästheten und Biosensoriker.

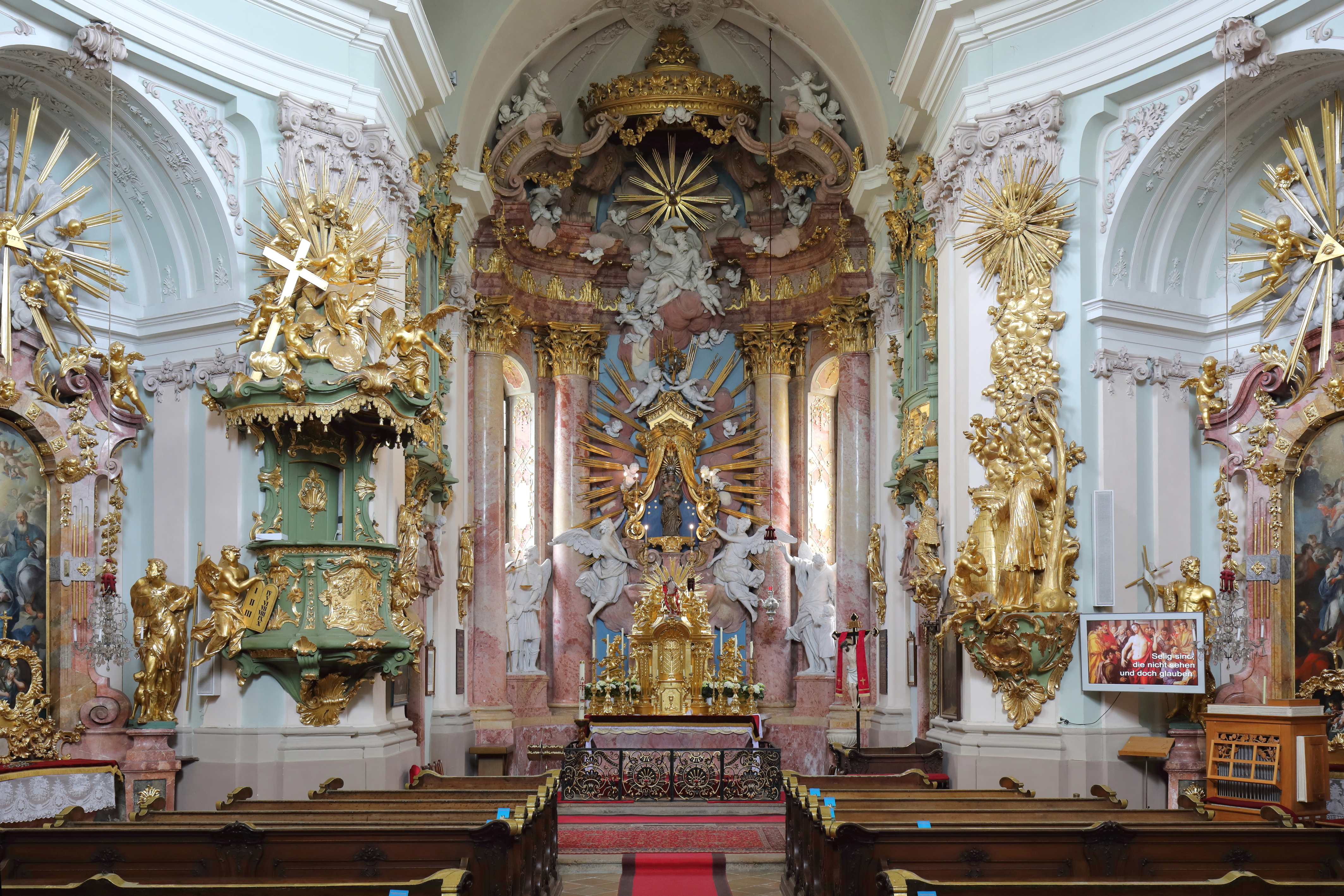
Wallfahrtskirche Hafnerberg – Altar
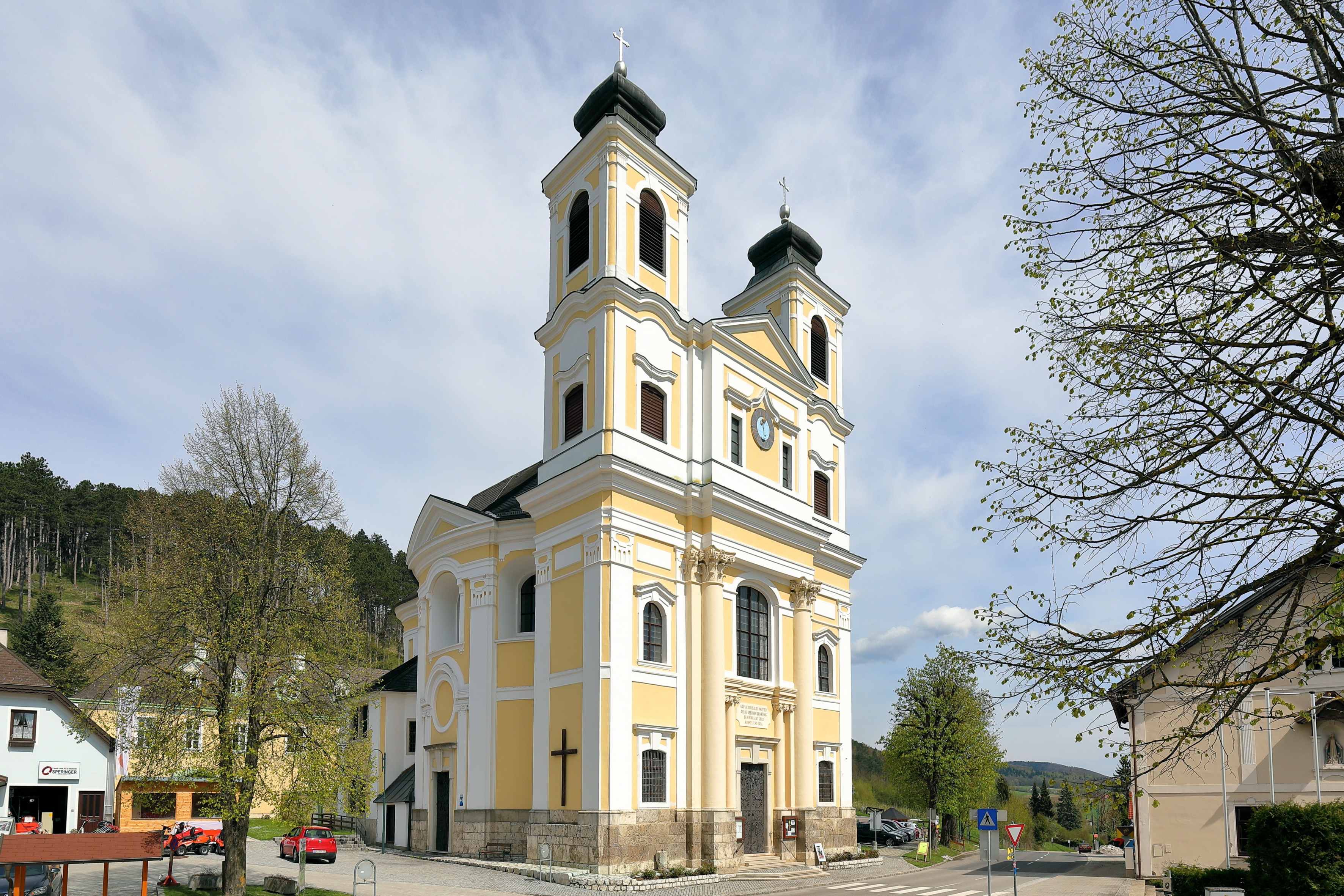
Hafnerberg Kirche von Süden
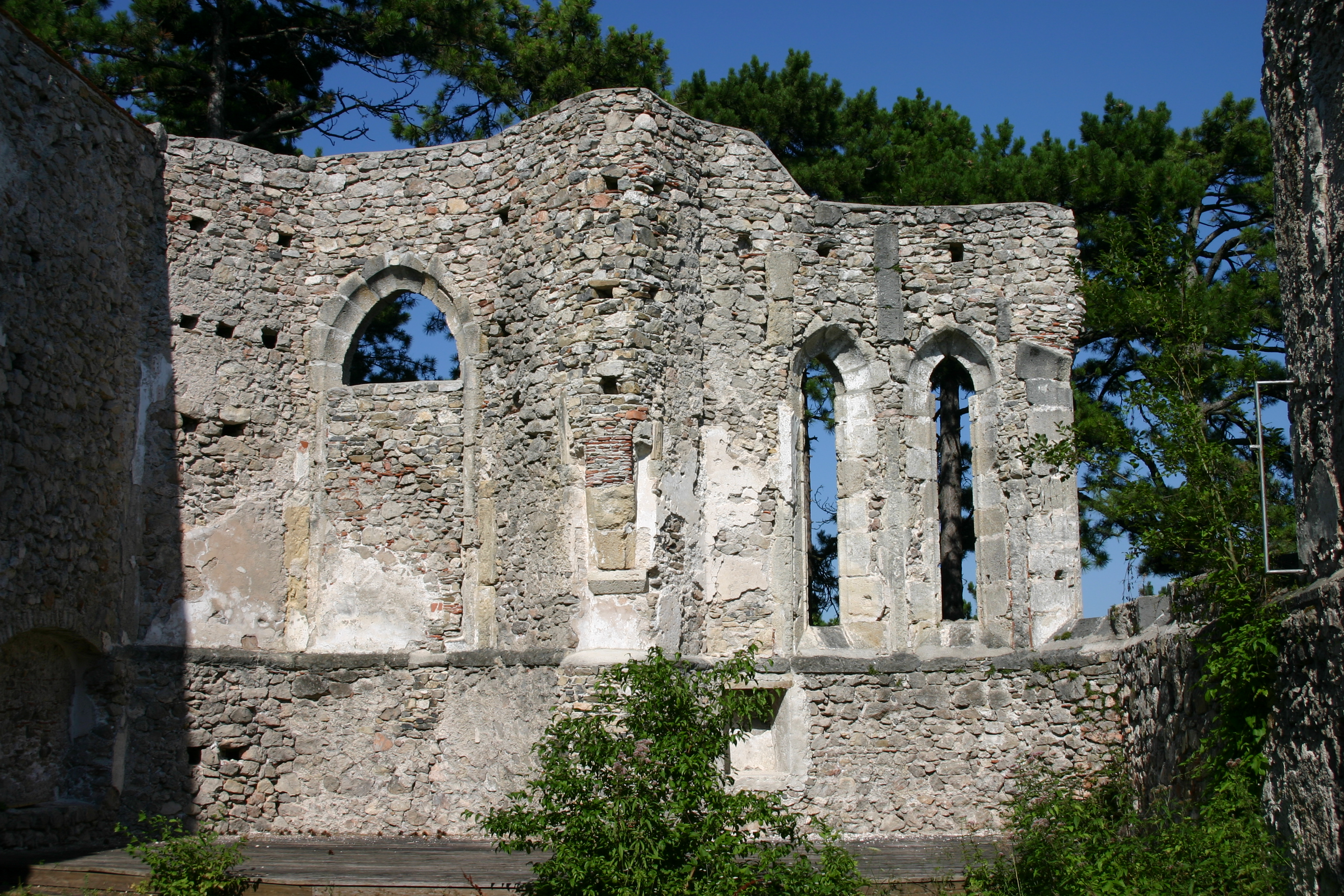
Die Wehrkirchenruine St. Pankraz in Nöstach